# Tabla votiva

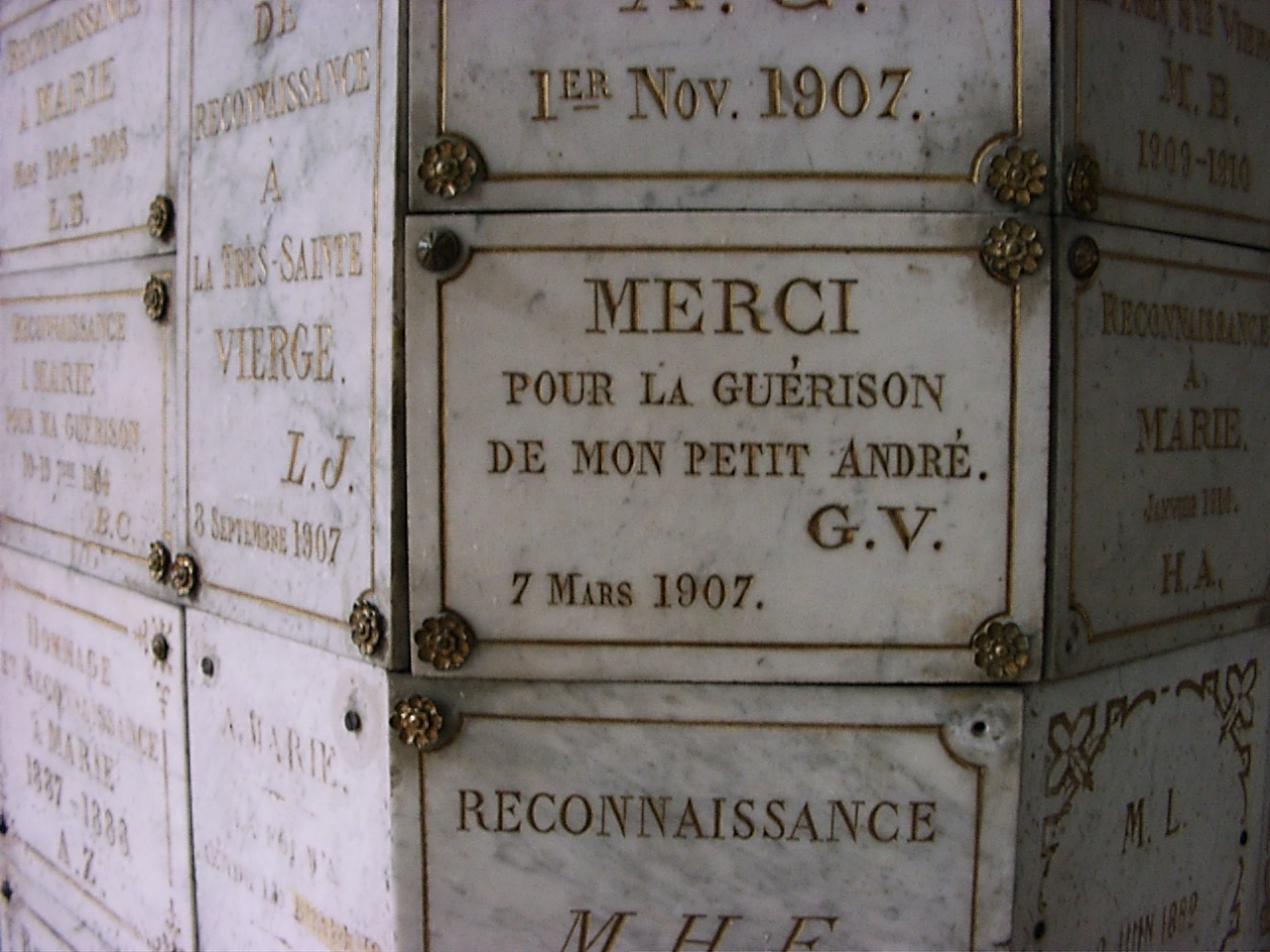
Tablas votivas en la iglesia de Saint-Germain-l'Auxerrois, en París

Se llaman tablas votivas o tablilla votiva a las promesas hechas anteriormente por un voto a alguna divinidad y a los objetos que las representaban. 
Los romanos adornaban sus templos con estas pinturas las cuales eran regularmente obras maestras de los más hábiles artistas debajo de las cuales había una inscripción que concluía con las palabras ex voto para manifestar que el que la mandaba hacer cumplía con la promesa anteriormente hecha a alguna divinidad en un peligro inminente. 
Los náufragos hacían representar su desgracia en una tablilla la cual se colgaban muchas veces al cuello para atraerse la compasión del pueblo. Se sirvieron también en ciertas ocasiones del mismo expediente algunos abogados de la antigüedad haciendo presentar a sus clientes en el tribunal con una tabla colgada al cuello en la que había representada muy al vivo la miseria o desgracia de sus partes o la crueldad de sus enemigos todo con el objeto de mover a la compasión de los jueces. Pocos eran los que al salir de una peligrosa enfermedad o que se hubieran librado de algún otro accidente no presentasen una de estas tablas votivas al numen que creían les había liberado. 